# 李潤 (鄂王)
李润（840年代—876年），唐朝皇子，是唐宣宗的第六子，生母不详。
生年不详，从其兄李沂的生年推断，当在844年或之后。大中元年（847年），李润被他父亲唐宣宗封为鄂王，其后史书中没有记载他的情况。乾符三年（876年），李润去世。